# Élections générales britanniques de 2001 en Écosse
Des élections générales britanniques ont lieu le 7 juin 2001 pour élire la 53e législature du Parlement du Royaume-Uni. L'Écosse élit 72 des 659 députés.

## Résultats
| Partis | Partis                        | Voix      | Voix  | Voix       | Total des sièges | Total des sièges | Total des sièges |
| Partis | Partis                        | Votes     | %     | +/−        | Sièges           | +/−              |                  |
| ------ | ----------------------------- | --------- | ----- | ---------- | ---------------- | ---------------- | ---------------- |
|        | Travailliste                  | 1 017 226 | 43,9  | 1,7        | 56 / 72          | stagnation       |                  |
|        | SNP                           | 464 314   | 20,1  | 2,0        | 5 / 72           | 1                |                  |
|        | Libéraux-démocrates           | 380 034   | 16,4  | 3,4        | 10 / 72          | stagnation       |                  |
|        | Conservateur                  | 360 658   | 15,6  | 1,9        | 1 / 72           | 1                |                  |
|        | Parti socialiste écossais     | 72 518    | 3,1   |            | 0 / 72           |                  |                  |
|        | Vert                          | 4 551     | 0,2   | 0,1        | 0 / 72           | stagnation       |                  |
|        | UKIP                          | 3 236     | 0,1   | stagnation | 0 / 72           | stagnation       |                  |
|        | Parti travailliste socialiste | 3 184     | 0,1   | stagnation | 0 / 72           | stagnation       |                  |
|        | Autres                        | 9 982     | 0,5   |            | 0 / 72           | stagnation       |                  |
| Total  | Total                         | 2 315 703 | 100,0 | stagnation | 72 / 72          | stagnation       |                  |